# Dicrurus menagei
Il drongo di Tablas (Dicrurus menagei (Bourns & Worcester, 1894)) è un uccello passeriforme appartenente alla famiglia Dicruridae, endemico delle Filippine.

## Etimologia
Il nome scientifico della specie, menagei, rappresenta un omaggio al magnate statunitense Louis F. Menage, che finanziò la spedizione durante la quale questi animali vennero descritti scientificamente.

## Descrizione

### Dimensioni
Misura 35,5 cm di lunghezza, dei quali 16-19 spettano alla lunga coda.

### Aspetto
Si tratta di uccelli dall'aspetto robusto e slanciato, muniti di grossa testa di forma arrotondata e allungata, becco conico e robusto piuttosto allungato (se confrontato con quello di altre specie di drongo) e dalla punta adunca, zampe corte, lunghe ali digitate e lunga coda dalla metà distale forcuta, con le due punte rivolte verso l'esterno.
Il piumaggio si presenta interamente di colore nero lucido e di consistenza vellutata, con presenza di diffuse sfumature bluastre particolarmente evidenti su ali e coda.

I due sessi presentano colorazione del tutto simile fra loro, con le femmine che mediamente presentano a parità dìetà coda lievemente più corta rispetto ai maschi.
Il becco e le zampe sono di colore nerastro: gli occhi sono invece di colore bruno scuro.

## Biologia
Il drongo di Tablas è un uccello dalle abitudini di vita diurne, che vive da solo o in coppie. Si tratta di uccelli territoriali, che passano la maggior parte della giornata appollaiati su un posatioio in evidenza (solitamente il ramo di un albero che sporge dalla canopia) osservando i dintorni, pronti a spiccare il volo per catturare una preda o per aggredire un potenziale pericolo.
Rispetto a quanto osservabile fra i dronghi, il drongo di Tablas appare piuttosto silente: i richiami di questi uccelli sono però variati, e comprendono versi gracchianti inframezzati da altri fischianti.

### Alimentazione
Si tratta di uccelli principalmente Insettivori, la cui dieta si basa essenzialmente su grossi insetti ed altri invertebrati, ghermiti fra i rami o il fogliame (o anche al suolo), ma anche in volo. Più sporadicamente, i dronghi di Tablas si cibano di piccoli vertebrati o di materiale di origine vegetale, come bacche, piccoli frutti e nettare.

### Riproduzione
I dati riguardanti la riproduzione di questi uccelli sono piuttosto scarsi (anche considerando che per lungo tempo essi sono stati considerati una sottospecie del drongo piumato, e pertanto poco studiati come popolazione) e consistono nell'osservazione di nidi, strutture a coppa costruite con rametti e fibre vegetali intrecciati alla biforcazione del ramo di un albero, preferibilmente nella parte distale: molto verosimilmente, la riproduzione del drongo di Tablas ricalca fedelmente quanto osservabile fra i dronghi, rispetto ai quali tuttavia questi uccelli costruiscono nidi più spessi e meno fragili.

## Distribuzione e habitat
Come intuibile dal nome comune, il drongo di Tablas è endemico dell'isola filippina di Tablas, della quale popola le aree di foresta pluviale primaria, essendo avvistabile sporadicamente anche nelle aree di foresta secondaria e del tutto assente in quelle più aperte.

## Tassonomia
Il drongo di Tablas è stato a lungo classificato come una sottospecie del drongo piumato: analisi più approfondite a livello molecolare hanno tuttavia reso evidente che questi animali (pur rimanendo molto affini al summenzionato drongo piumato) rappresentano una specie a sé stante